# Megachile flabellipes
Megachile flabellipes är en biart som beskrevs av Pérez 1895. Megachile flabellipes ingår i släktet tapetserarbin, och familjen buksamlarbin. Inga underarter finns listade i Catalogue of Life.